# Platonische Liebe

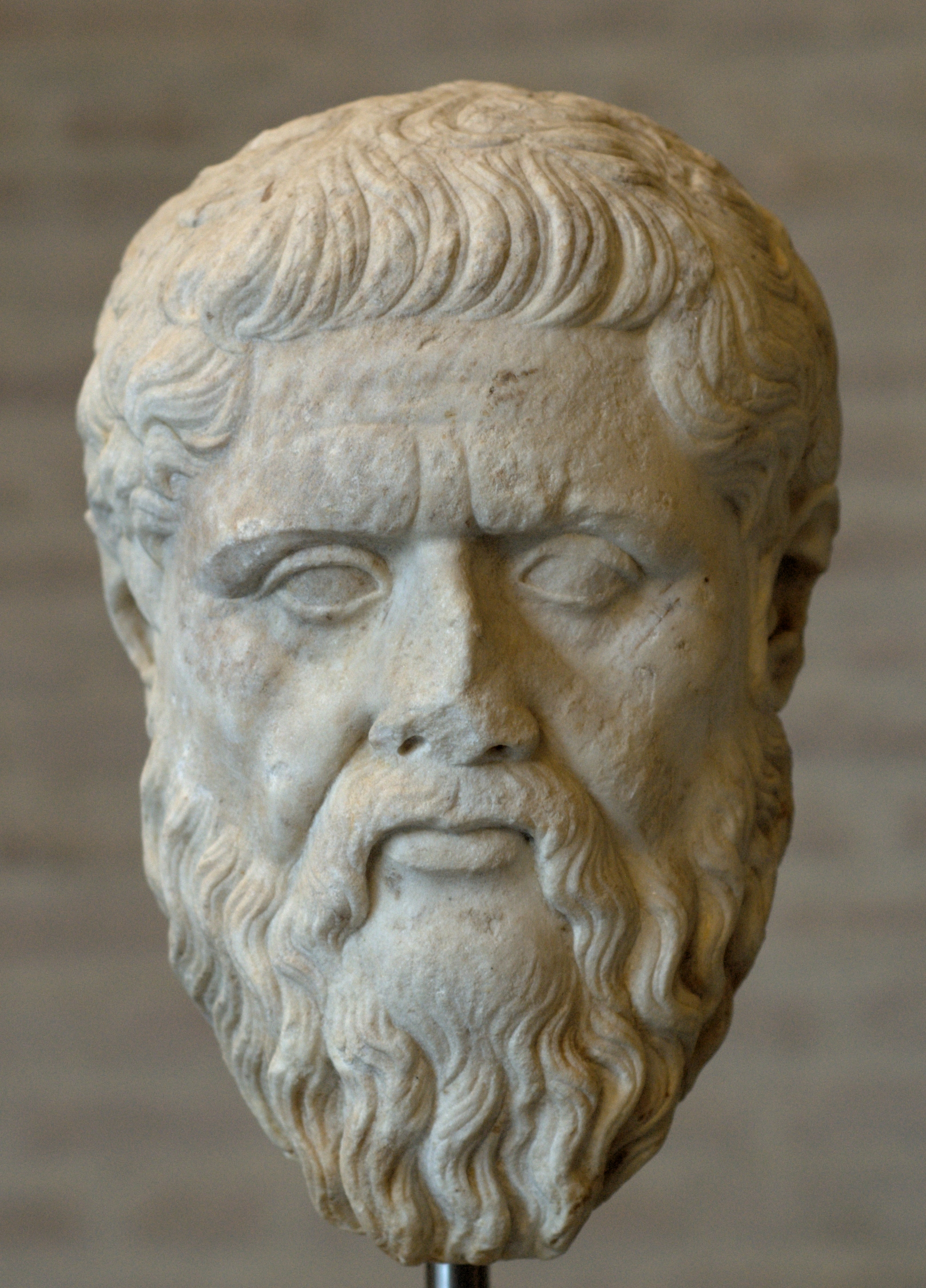
Büste Platons (römische Kopie des griechischen Platonporträts des Silanion, Glyptothek München)

Platonische Liebe ist eine Form der Liebe, die seit der Renaissance nach dem antiken griechischen Philosophen Platon (428/427 v. Chr. – 348/347 v. Chr.) benannt wird, weil ihre philosophische Begründung auf seiner Theorie der Liebe fußt und weil ihre Befürworter sich auf ihn berufen. Im modernen Sprachgebrauch hat aber der Ausdruck „platonische Liebe“ eine Bedeutung und Konnotationen, die mit dem ursprünglichen Konzept Platons wenig oder nichts zu tun haben.
Platon sieht in der Liebe (Eros) ein Streben des Liebenden, das diesen stets vom Besonderen zum Allgemeinen, vom Vereinzelten zum Umfassenden führen soll. Das geschieht der platonischen Theorie zufolge, wenn der Liebende Philosoph ist oder wird und als solcher auf eine von Platon beschriebene Weise mit der Liebe umgeht. Der im Sinne Platons Liebende wählt bewusst einen philosophischen Weg, der ihn zu immer höheren Erkenntnissen führen soll. Er richtet den erotischen Drang im Lauf eines gestuften Erkenntnisprozesses auf immer umfassendere, allgemeinere, höherrangige und daher lohnendere Objekte. Dabei erweist sich schließlich die allgemeinste auf diesem Weg erreichbare Wirklichkeit, die Platon als das Schöne an sich bestimmt, als das würdigste Objekt. Dort endet die Suche des Liebenden, denn erst dort findet er nach dieser Lehre vollkommene Erfüllung seines Strebens.
Im modernen Sprachgebrauch bezeichnet man eine Freundschaft für gewöhnlich als „platonisch“, wenn die befreundeten Personen kein sexuelles Interesse aneinander haben. Der Ausdruck wird auch für eine potenziell erotische Beziehung verwendet, bei der man freiwillig auf die sexuelle Befriedigung verzichtet oder umständehalber auf sie verzichten muss. Dabei kommt es nur auf den Verzicht als solchen an, nicht auf eine philosophische Motivation, Begründung oder Zielsetzung, die oft gar nicht vorhanden ist. Der Grund kann beispielsweise auch darin bestehen, dass die Fähigkeit oder Gelegenheit zu sexueller Betätigung fehlt oder diese unmöglich ist, da die geliebte Person ihr nicht zustimmt.

## Platons Auffassung

### Begriffsbestimmung
Für die unterschiedlichen Sachverhalte, die im Deutschen mit dem Begriff „Liebe“ bezeichnet werden, gibt es im Altgriechischen differenzierende Bezeichnungen: eros (die mit heftigem Begehren verbundene „erotische“ Liebe), philia (milde, freundschaftliche Liebe, Zuneigung) und agape (wohlwollende Liebe ohne das Motiv, dass der Liebende etwas vom Geliebten begehrt). Bei Platons Konzept, insoweit es der Ausgangspunkt für die später „platonisch“ genannte Liebe ist, geht es um den Eros. Dabei verspürt der Liebende in sich einen schwerwiegenden Mangel. Daher strebt er intensiv nach etwas, was diesen Mangel ausgleichen könnte und aus diesem Grund zum Objekt seiner Liebe wird. Dieses Objekt will er erlangen, er will sich mit ihm verbinden oder es sich aneignen. Somit ist ein Hauptmerkmal einer im eigentlichen Wortsinn „platonischen“ Liebe, dass sie erotisch ist, das heißt, dass der Liebende das Objekt seiner Liebe heftig begehrt. Dieses Begehren ist die Triebkraft seines Handelns.
Platon setzt sich in seinen Schriften nicht nur mit dem Eros auseinander, sondern auch mit einer freundschaftlichen oder familiären Liebe, deren Merkmal nicht erotisches Begehren, sondern nur eine dauerhafte Zuneigung ist. Für die Entstehung und Geschichte des Begriffs „platonische Liebe“ ist diese Thematik aber kaum von Bedeutung, denn die Wurzel der später „platonisch“ genannten Liebe ist der Eros, bei dem es aus der Sicht des begehrenden Liebenden um ein Gefälle zwischen eigenem Mangel und fremder Fülle geht.

### Quellenlage

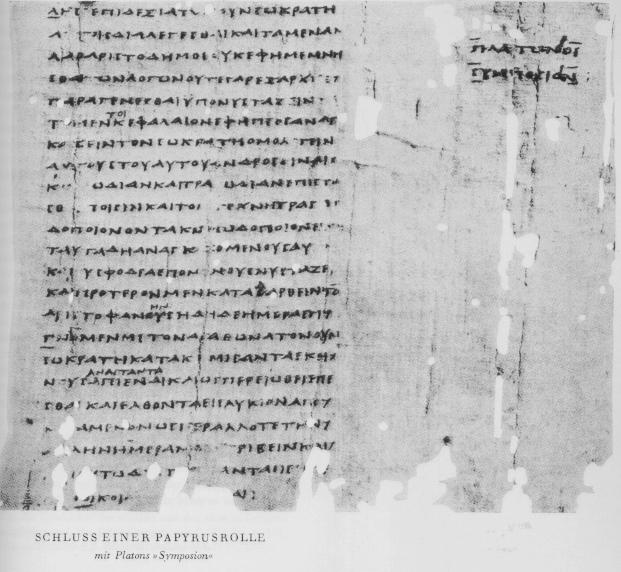
Papyrus-Handschrift von Platons Symposion

#### Mythischer Ansatz

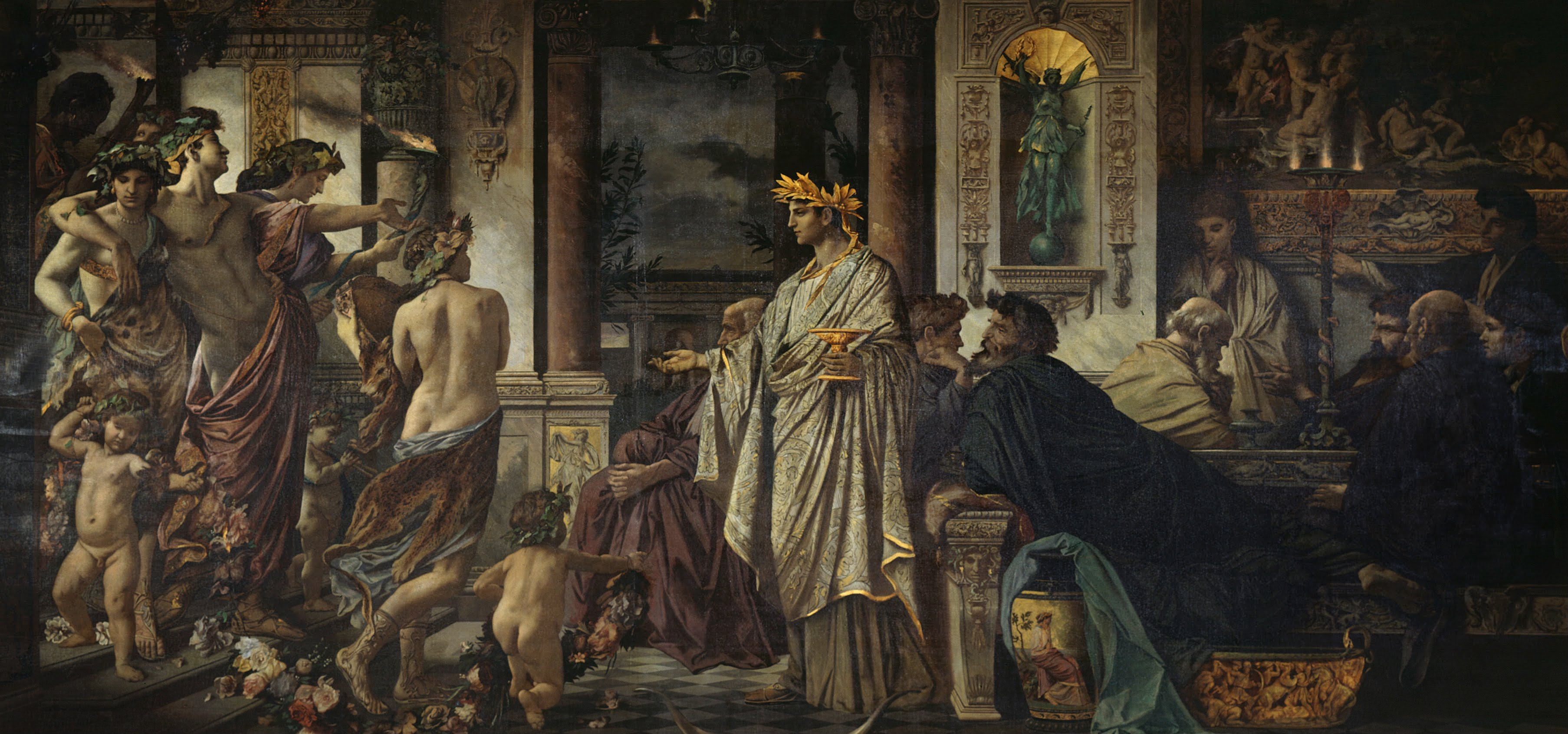
Das Gastmahl des Plato. Gemälde von Anselm Feuerbach (1873), Alte Nationalgalerie, Berlin

### Wiederbelebung im 15. Jahrhundert

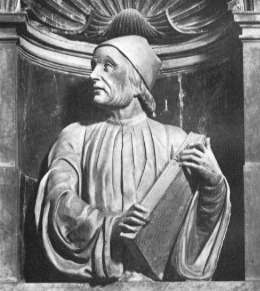
Marsilio Ficino. Büste im Dom von Florenz, 1521